# Tour Boileau (Beauvais)
La Tour Boileau est situé à Beauvais, dans le département de l'Oise.

## Historique
Située au confluent du Thérain et de l'Avelon, la tour Boileau fut construite au XVe siècle, en 1489. Elle tire son nom du maire de Beauvais de l'époque, Boileau, qui voulait renforcer les défenses de la ville à la porte Saint-Jean, après le siège de Beauvais de 1472.
Elle était située à proximité de l’ancienne porte Saint-Jean, au-delà du Thérain, à une trentaine de mètres en avant du rempart, auquel elle était reliée par une galerie couverte.
L'édifice est protégée en tant que monument historique, inscription par arrêté du 20 mai 1930.

## Caractéristiques
La tour est en fait un « bâtiment-pont » avec des vannes régulant le cours des rivières qui alimentaient les fossés au pied des fortifications et permettait d'actionner des moulins construits sur les berges, en aval.
Au XVIIe siècle, la tour servit de prison pour les soldats espagnols capturés. Les remparts de Beauvais furent démantelés au XIXe siècle et laissèrent place aux boulevards qui ceinturent le centre-ville. La tour Boileau elle subsista en partie. Les vestiges de la tour d’escalier, la galerie couverte et le bâtiment-pont qui enjambe le Thérain, dominent encore la confluence du Thérain et de l’Avelon.
La tour Boileau est aujourd'hui le siège de l'Association des amis de Jeanne Hachette. 

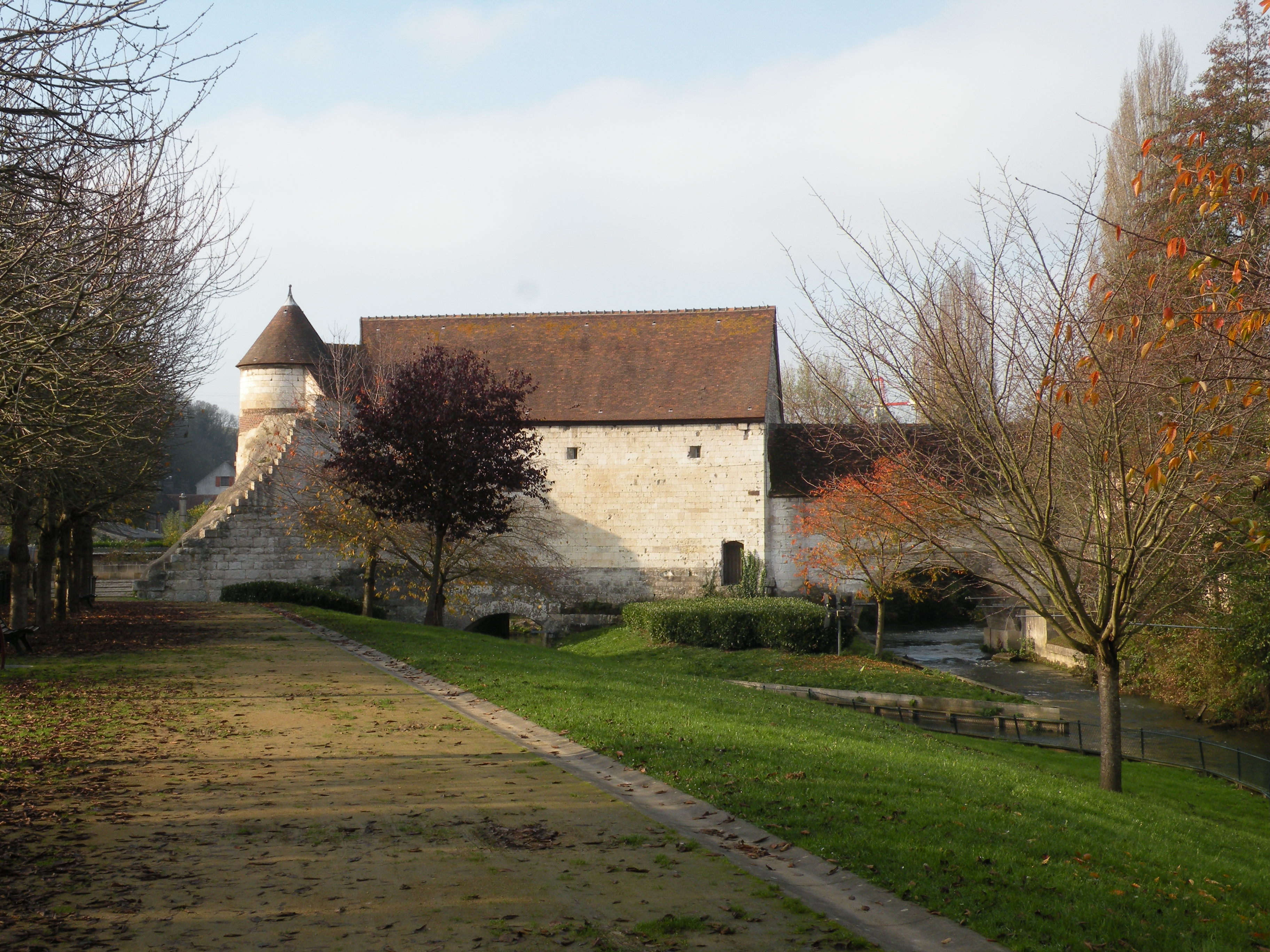
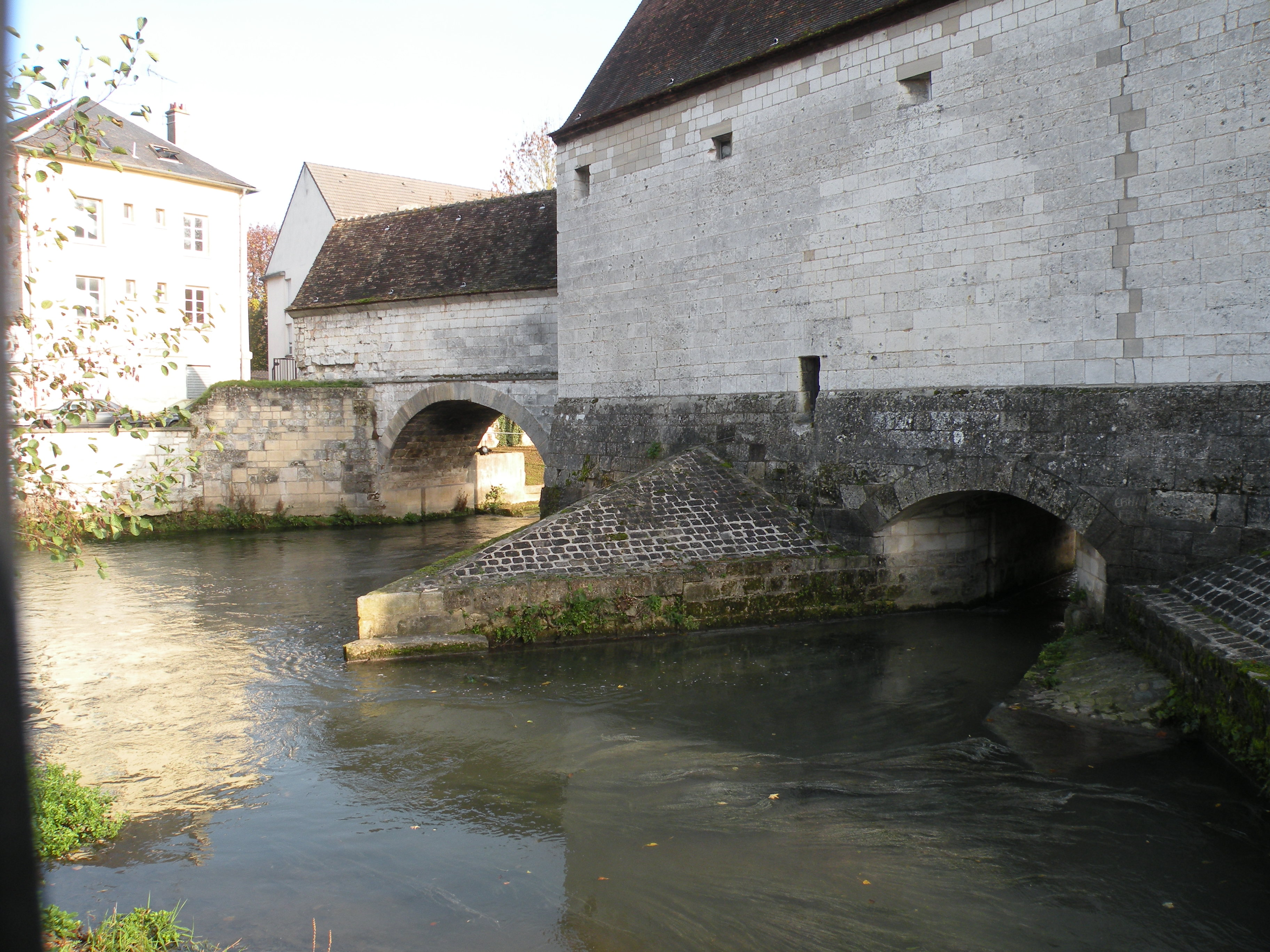